# Euhesma nitidifrons
Euhesma nitidifrons är en biart som först beskrevs av Smith 1879.  Euhesma nitidifrons ingår i släktet Euhesma och familjen korttungebin. Inga underarter finns listade i Catalogue of Life.

## Bildgalleri

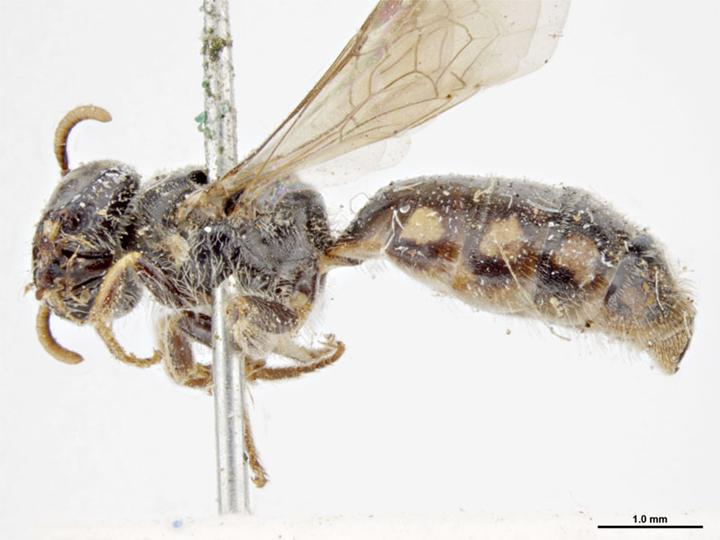